# Зневага (фільм)
Зневага (фр. Le Mépris, італ. Il disprezzo) — фільм-драма 1963 року, екранізація оповідання італійського письменника Альберто Моравіа. Режисер — Жан-Люк Годар. У ролях — Бріжіт Бардо, Джек Паланс, Мішель Пікколі. Знято в Італії.

## Сюжет
Дія відбувається у Італії. Американський кінопродюсер Джеремі Прокош збирається знімати екранізацію «Одіссеї» Гомера, і наймає німецького режисера Фріца Ланга, а також письменника й театрального сценариста Поля Жаваля для роботи над сценарієм. Поль переїжджає до Італії, де заплановано знімання фільму. Прокош, Поль, Ланг та інші члени знімальної бригади проводять час, обговорюючи ідеї щодо сценарію, а також міфологію, філософію, літературу (зокрема Данте й Фрідріха Гелдерліна). Прокош висловлює невдоволення з приводу ідей Ланга, а також грубо поводиться зі своєю асистенткою Франческою, яка закохана в нього. Коли Поль знайомить Прокоша зі своєю дружиною, привабливою блондинкою Каміллою, той проявляє до неї зацікавлення. Поль не тільки не заперечує, але й потурає примхам Прокоша, залишаючи їх наодинці. Камілла вирішує, що її чоловік — слабак, готовий поступитися нею, аби тільки не суперечити владному й нахабному босові, і починає зневажати його. Поль не розуміє причини, через яку її ставлення до нього змінилося — він припускає, що провиною цьому є те, що Камілла бачила його вдвох з Франческою. Між ними починаються сварки, і вони поступово віддаляються один від одного. Поль не хоче працювати на Прокоша, але йому потрібні гроші, щоб розплатитися за квартиру. На зло чоловікові Камілла цілується з Прокошем перед ним, але він і на це заплющує очі. Врешті вона залишає Поля й від'їжджає разом з продюсером до Риму. У той самий час, коли Поль читає її прощальний лист, вони потрапляють у автокатастрофу, і Камілла гине. Після трагедії він вирішує повернутися працювати до театру і залишає знімання.
Розвиток відносин між Каміллою, Полем й Прокошем перегукується з історією про Пенелопу, Одисея й Посейдона, та одночасно з любовним трикутником з Жаном-Люком Годаром, його дружиною Ганною Каріною й продюсером фільму Джозефом І. Левіном.
Сам Годар з'являється у фільмі у невеликій ролі асистента режисера Ланга.

## У ролях
- Бріжіт Бардо — Камілла Жаваль
- Джек Паланс — Джеремі Прокош
- Мішель Пікколі — Поль Жаваль
- Джорджія Молл — Франческа Ваніні
- Фріц Ланг у ролі самого себе.